# Adams, Oregon
Adams är en ort i Umatilla County i delstaten Oregon, USA.